# Sant Feliu de Pallerols
Sant Feliu de Pallerols är en kommun i Spanien.   Den ligger i provinsen Província de Girona och regionen Katalonien, i den östra delen av landet, 500 km öster om huvudstaden Madrid. Antalet invånare är 1 360. Arean är 35 kvadratkilometer. Sant Feliu de Pallerols gränsar till Les Preses, Santa Pau, Sant Aniol de Finestres, Les Planes d'Hostoles, Rupit i Pruit och La Vall d'en Bas. 
Terrängen i Sant Feliu de Pallerols är huvudsakligen kuperad, men den allra närmaste omgivningen är platt.